# Ilie Darie Pomohaci
Ilie Darie Pomohaci (n. secolul al XVIII-lea, Marginea, România – d. ianuarie 1808, Marginea, Suceava, România) a fost un haiduc român. Pomohaci nu este menționat în documentele oficiale, însă este prezent în baladele sau legendele populare bucovinene și mai mult, haiducul este ilustrat în lucrarea Amintiri a scriitorului Iraclie Porumbescu. De altfel, Atanasie, tatăl scriitorului (și bunicul compozitorului Ciprian Porumbescu) a făcut parte din ceata haiducului. 
Ilie Darie Pomohaci și-a început ucenicia în ceata harambașei Voichița după care și-a format propria bandă, compusă din 11 haiduci, cu care a acționat în special în Bucovina dar și Transilvania și Moldova. Își unește la un moment dat ceata cu cea a celebrului Ștefan Bujor pentru a avea mai multă putere împotriva poterilor (detașamente însărcinate cu prinderea infractorilor). Atât autoritățile habsburgice cât și cele moldovene pun o recompensă importantă pe capul său, astfel că Pomohaci este trădat de un alt haiduc din ceata sa și este capturat în anul 1807. Este judecat și executat prin spânzurare în ianuarie 1808 sub Dealul Iederii din localitatea sa natala Marginea.  